# Moai
Moai là những bức tượng được tạc từ tro núi lửa cô đặc tại Rapa Nui, Đảo Phục sinh, Chile. Tất cả các bức tượng đều được chế tạo từ đá nguyên khối, có nghĩa được tạc từ một tảng duy nhất. Moai lớn nhất từng được dựng lên là "Paro", cao tới 10 mét (33 feet) và nặng 75 tấn. Một bức tượng được tìm thấy ở tình trạng chưa hoàn thành cao tới 21 mét (69 ft) và nặng 270 tấn.
Hiện tại những bức tượng này đang được đề cử vào danh sách Bảy kỳ quan mới của Thế giới.

## Lịch sử và miêu tả
Chưa tới một phần năm những bức tượng được chuyển tới các địa điểm nghi lễ và dựng lên khi đã được đội một cái mũ hình trụ (pukau) bằng đá đỏ. Những chiếc "mũ" đó, như chúng thường được gọi, được chế tạo từ đá ở một mỏ duy nhất là Puna Pau. Khoảng 95% trong số 887 moai ta biết hiện nay được tạc từ tro núi lửa tại Rano Raraku, 394 moai hiện vẫn nhận thấy được. Việc vẽ bản đồ bằng GPS (hệ thống định vị toàn cầu) gần đây cho thấy tại khu vực phía trong có thể có một số moai khác tồn tại. Các mỏ đá tại Rano Raraku dường như đã bất thần bị bỏ hoang, với nhiều bức tượng vẫn ở nguyên vị. Tuy nhiên, các công đoạn chế tạo khác phức tạp và hiện vẫn đang được nghiên cứu. Hầu như tất cả các moai đã được hoàn thành và chuyển từ Rano Raraku tới dựng thẳng tại các địa điểm nghi lễ và lại bị lật đổ đều do người bản địa tiến hành  ở giai đoạn ngay sau khi công việc được hoàn tất.

Bản đồ Đảo Phục sinh với các địa điểm Moai

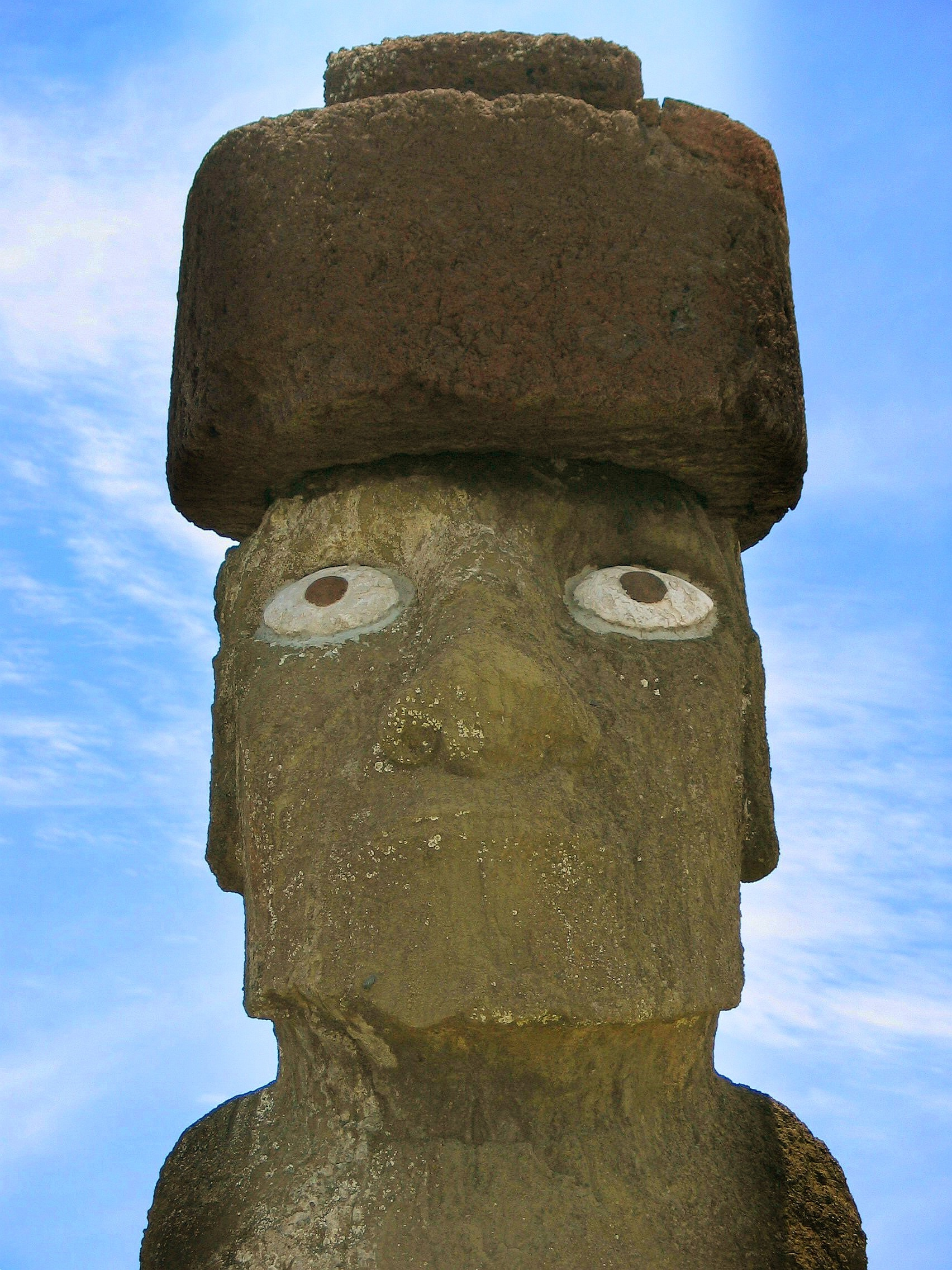
Hình chụp gần moai tại Ahu Tahai, được nhà khảo cổ học Hoa Kỳ William Mulloy phục chế với cặp mắt bằng san hô

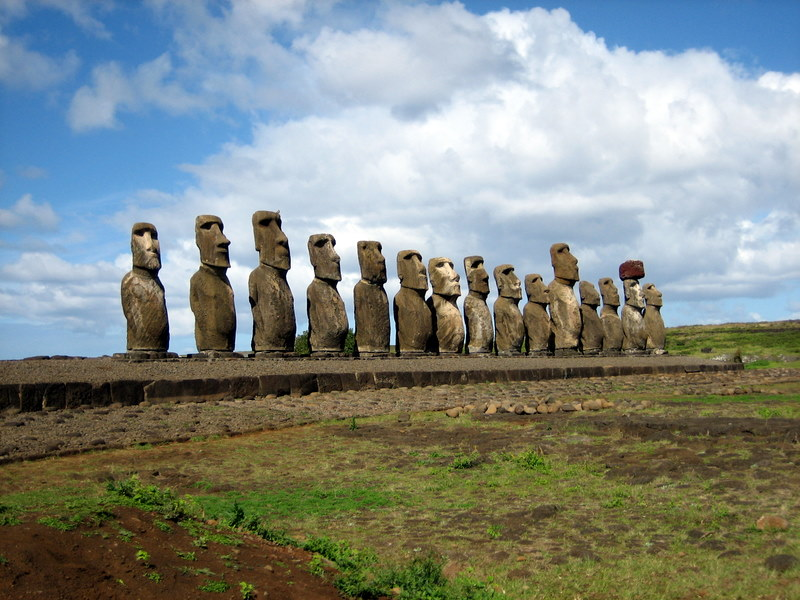
Ahu Tongariki, phục hồi thập niên 1990

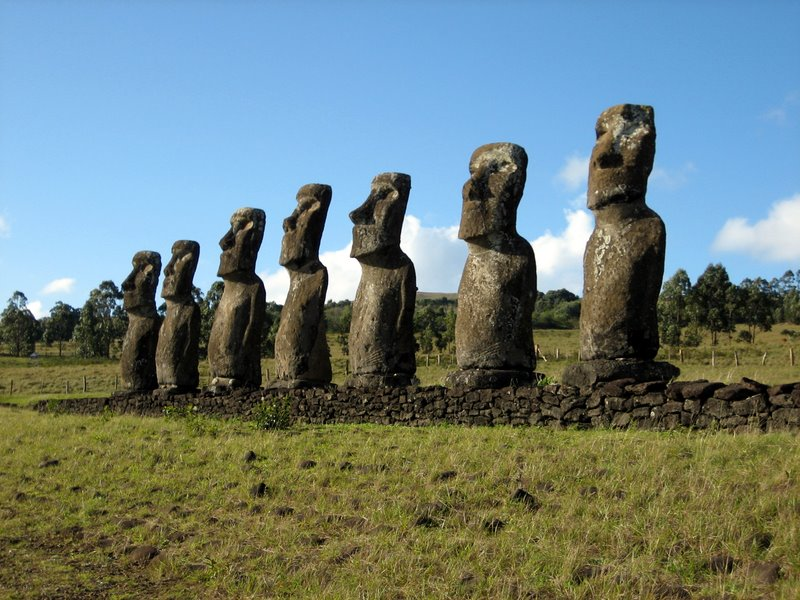
Ahu Akivi, moai duy nhất quay mặt ra biển

Dù thường các bức tượng chỉ có phần "đầu", trên thực tế moai có đầu và thêm phần thân mình đã được rút gọn.
Những năm gần đây, nhiều bức tượng moai đã được tìm thấy trong tình trạng nguyên vẹn, dù đã bị lật đổ, mặt úp xuống đất. Nhờ vậy mọi người đã khám phá rằng các hốc mắt sâu nổi tiếng của moai từng chứa đựng những đôi mắt san hô. Những đôi mắt mô phỏng đã được chế tạo và đặt vào vị trí phục vụ cho việc chụp ảnh.
Các bức tượng được những người khai hoang Polynesia tại hòn đảo này chế tạo bắt đầu từ khoảng năm 1000–1100 sau Công Nguyên. Ngoài việc thể hiện những vị tổ tiên đã mất, moai, cũng từng được dựng tại những địa điểm nghi lễ, cũng có thể từng được coi là hiện thân của các vị thủ lĩnh nhiều quyền lực đang sống. Chúng cũng là những bức tượng biểu hiện dòng giống quan trọng. Moai được điêu khắc bởi một nhóm những người điêu khắc chuyên nghiệp và là một tầng lớp riêng biệt, những người thuộc một tầng lớp cao hơn so với những thợ điêu khắc Polynesia bình thường khác. Các bức tượng đòi hỏi chi phí chế tạo rất lớn; không chỉ bởi việc khắc mỗi bức tượng đều đòi hỏi chi phí nhân công và nguyên liệu, mà còn cho việc di chuyển và dựng đứng nó lên ở vị trí chọn lựa. Hiện ta vẫn chưa biết rõ moai được di chuyển bằng cách nào nhưng quá trình này chắc chắn đòi hỏi nhiều nhân công, dây kéo, búa và/hay con lăn. Một giả thuyết khác cho rằng moai có thể đã được di chuyển bằng cách đẩy đi. (Pavel Pavel và cuộc thực nghiệm thành công của ông chứng minh rằng chỉ cần 17 người với những sợi dây có thể di chuyển với tốc độ khá nhanh  những bức tượng ở mức trung bình và cho rằng kỹ thuật này có thể được mô phỏng ở mức độ lớn hơn cho các bức tượng lớn khác). Tới giữa những năm 1800, tất cả moai bên ngoài Rano Raraku và nhiều bức tượng ở trong mỏ đá đã bị lật đổ. Ngày nay khoảng 50 moai đã được dựng lại ở vị trí cũ của chúng.
Những truyền thuyết của người dân trên đảo nói về một vị tộc trưởng tên là Hotu Matu'a, người từng rời quê hương để tìm một quê hương mới. Nơi ông lựa chọn hiện chúng ta gọi là Đảo Phục sinh. Khi ông qua đời, hòn đảo được sáu người con trai của ông phân chia và sau đó lại bị những người cháu chắt chia nhỏ tiếp. Những người dân trên đảo có thể từng tin rằng những bức tượng của họ có thể hấp thu "mana" (những năng lực siêu nhiên) của vị thủ lĩnh. Họ có thể tin rằng bằng cách tập trung mana trên đảo những điềm lành sẽ tới, ví dụ, mưa sẽ rơi và những mùa vụ sẽ bội thu. Truyền thuyết của người định cư chắc chắn là một phần của một thần thoại khác, phức tạp hơn và phản ánh nhiều khía cạnh hơn, và nó đã thay đổi theo thời gian.